# Публій Корнелій Сулла Руф Сівілла
Публій Корнелій Сулла Руф Сівілла (лат. Publius Cornelius Sulla Rufus Sivilla) — давньоримський політик, дід диктатора Луція Корнелія Сулли.
Ймовірно, Сулла був сином фламіна Юпітера Корнелія Сулли. Він входив до колегії децемвірів священнодійств в 215—211 роках до н. е. В 212 до н. е. Сулла одночасно обіймав дві посади: міського претора і претора у справах іноземців. За відсутності консулів, він керував справами в місті. Відомо, що Сулла досліджував передбачення віщуна Марція і відповідно до цих прогнозів і книг Сивіли провів перші ігри на честь Аполлона за дорученням сенату.